# Spodnja Libna
Spodnja Libna je naselje v Občini Krško.